# SYZ予想
SYZ予想(SYZ conjecture)は、ミラー対称性予想を理解しようという理論物理学者と数学者による試みである。もともとの予想は、アンドリュー・ストロミンジャー(Andrew Strominger)、シン＝トゥン・ヤウ(Shing-Tung Yau)、エリック・ザスロフ(Eric Zaslow)による論文 "Mirror Symmetry is T-duality" で提唱された。
SYZ予想は、ホモロジカルミラー対称性予想に沿い、ミラー対称性の理解を数学のことばで行うことの中でもっとも研究されている道具のひとつである。ホモロジカルミラー対称性がホモロジー代数を基礎としていることに対し、SYZ予想はミラー対称性を幾何学的に実現しようとする。

## 定式化
弦理論では、ミラー対称性は、タイプ IIAとタイプ IIBを関連付け、2つの理論がミラーペアとなるような多様体にコンパクト化すると、タイプ IIAの有効場の理論がタイプ IIBの理論に等価となるはずであると予言する。
SYZ予想は、この事実を使いミラー対称性を実現する。X の上へコンパクト化されたタイプ IIAの理論のBPS状態、特にモジュライ空間 X を持つ 0-ブレーン を考えることから始める。Y の上へコンパクト化されたタイプ IIBの理論のすべての BPS状態は 3-ブレーン であることが知られている。従って、ミラー対称性は、タイプ IIAの理論の 0-ブレーン をタイプIIBの理論の 3-ブレーンの部分集合へ写像する。
超対称性条件を考えることにより、これらの 3-ブレーン は特殊ラグランジアン部分多様体であることが示されている。他方、T-双対はこの場合と同じ変換となるので、ミラー対称性は T-双対 である。